# 五十嵐幸吉
五十嵐 幸吉（いがらし こうきち、1943年5月31日 - ）は、新潟県出身の漫画家。

## 人物
貸本漫画家としてデビュー。主に野球漫画を執筆している。水島新司に師事していた。

## 作品リスト
- シルバー仮面（小学三年生 1972年1月号 - 6月号）
- ミュンヘンへの道（小学三年生 1972年7月号 - 9月号）
- 剣道一本!（小学三年生 1972年11月号 - 1973年1月号）
- 隠密剣士（小学三年生 1973年12月号 - 1974年3月号）
- 花のサッシー（月刊少年マガジン 1977年）
- ガッツしげちゃん（週刊少年アクション）
- 審判のいないゲーム（ビッグゴールド）
- ちかいのホームラン
- 死のホームスチール
- 死の逆転ホームラン
- 本日球診
- 恋雀、和っていいとも!!
- どなるどダクさん
- 白球の飛翔
- プロ野球の名選手